# Louis II. (Monaco)

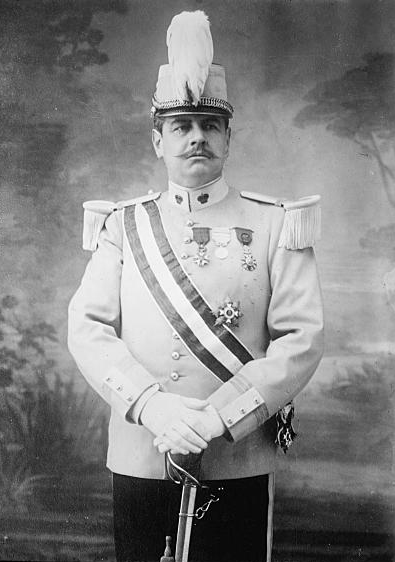
Louis II. von Monaco

Louis II. von Monaco (Louis Honoré Charles Antoine Grimaldi; * 12. Juli 1870 in Baden-Baden; † 9. Mai 1949 in Monaco), im Deutschen auch Ludwig II. genannt, war vom 26. Juni 1922 bis zu seinem Tod regierender Fürst von Monaco. Die offizielle Titulatur des Fürsten lautete Son Altesse Sérénissime le Prince Louis II (Seine Hochfürstliche Durchlaucht Fürst Ludwig II.).
Louis war der Sohn von Fürst Albert I. von Monaco (1848–1922) aus dem Haus Goyon-Grimaldi und der Lady Mary Victoria Hamilton. Er war der Großvater von Fürst Rainier III. von Monaco (1923–2005).

## Leben
Prinz Louis wuchs überwiegend in Baden-Baden bei seiner Mutter auf, die mütterlicherseits der Familie des Großherzogs von Baden entstammte. Ihre Ehe mit Erbprinz Albert von Monaco wurde 1880 annulliert. Louis besaß wie sie die badische Staatsbürgerschaft.
Mit zwölf Jahren wurde er auf ein Pariser Internat geschickt und machte 1889, im Jahr der Thronbesteigung seines Vaters, Fürst Albert I. von Monaco, Abitur. 1890 trat er in die französische Fremdenlegion ein und lernte in Algerien seine spätere Geliebte, die Wäscherin Marie-Juliette Louvet, kennen (in anderen Quellen wird ihr Beruf mit Cabaretsängerin oder Variété-Tänzerin angegeben, während tatsächlich ihre Stiefmutter Wäscherin gewesen sei). Aus der Beziehung Marie-Juliette Louvets mit Louis ging eine Tochter, die spätere Charlotte von Monaco, hervor.
Zwar verbot Fürst Albert I. eine nicht standesgemäße Heirat seines einzigen Sohnes, doch war es diesem gestattet, seine Tochter nach Monaco zu holen und hier erziehen zu lassen. Louis legitimierte und adoptierte Charlotte am 16. Mai 1919 mit Zustimmung seines Vaters und der französischen Regierung, die nach dem Ersten Weltkrieg die Thronbesteigung eines deutschen Kavalleriegenerals, Wilhelm Karl von Urach, dem Sohn von Prinzessin Florestine von Monaco und nächsten erbberechtigten Verwandten des Fürsten, verhindern wollte. (Charlotte wurde am 19. März 1920 mit Pierre de Polignac vermählt, der tags zuvor durch fürstlich monegassischen Erlass den Namen und das Wappen der Grimaldis annahm. Dieser Verbindung entstammte der spätere Fürst Rainier III.)
Seine Militärlaufbahn absolvierte Louis im französischen Heer und wurde im Ersten Weltkrieg ausgezeichnet. Im Jahre 1922, wenige Monate nach dem Tod seines Vaters, wurde er zum Brigadegeneral befördert und bestieg den monegassischen Thron. Zu Beginn seiner Regentschaft kämpfte das Fürstentum mit wirtschaftlichen Schwierigkeiten, da durch den Krieg die Einnahmen der Spielbank Monte Carlo stark zurückgegangen waren. Außerdem wurde das Glücksspiel 1933 auch in Frankreich und Italien erlaubt, wodurch Monaco seine exklusive Stellung einbüßte. Indem Monaco die Steuerfreiheit einführte, lockte es zahlreiche Unternehmen zur Ansiedlung in das Fürstentum.

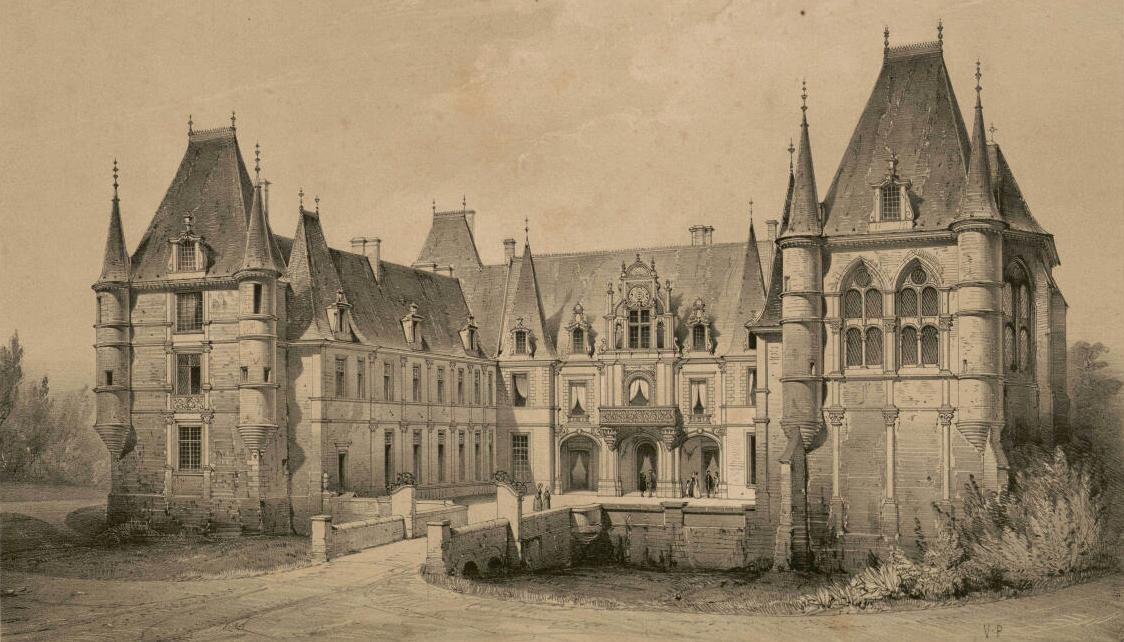
Schloss Marchais in der nordfranzösischen Picardie, bevorzugter Wohnsitz des Fürsten Louis II.

Kurz vor Beginn des Zweiten Weltkriegs setzte Louis die Verfassung seines Landes außer Kraft und regierte mit alleiniger Verfügungsgewalt. Die Politik des Fürsten war von Sympathie und naiver Nachsicht gegenüber Nazi-Deutschland bestimmt. Teilweise lieferte Monaco jüdische Emigranten an das von Deutschland abhängige Vichy-Regime aus. Aufgrund der Wirtschaftskrise kam es zu Demonstrationen der Bevölkerung. Louis überließ während des Krieges einen großen Teil der Staatsgeschäfte dem monegassischen Premierminister, Emile Roblot, der die Ansiedlung deutscher Deckmantelfirmen zum Wohle Monacos förderte. Louis war zudem an einer Verständigung mit Deutschland interessiert, weil Schloss Marchais, in dem er meistens residierte, in der deutschen Besatzungszone in Nordfrankreich lag und er Plünderungen, wie sie im Ersten Weltkrieg vorkamen, zu verhindern suchte. Die Besatzer erlaubten ihm, seine beweglichen Güter in Sicherheit zu bringen, und kauften ihm seine deutschen Wertpapiere zu einem guten Preis ab.
Bald zerstritt sich Premierminister Roblot mit Louis’ Enkel, dem späteren Fürsten Rainier III., auch wegen verschiedener Intrigen, die Roblot mit Einverständnis des Fürsten gegen Rainiers Vater, Pierre de Polignac, lancierte, was wiederum das Verhältnis zwischen Louis und Rainier stark belastete. Um zu verhindern, dass im Falle seines Todes Rainier Regent würde, setzte Louis das Alter der Volljährigkeit auf 21 Jahre herauf und legte später außerdem fest, dass der Regentschaftsrat des Fürstentums bis zum 30. Lebensjahr Rainiers als dessen Vormund fungieren sollte.
Für politische Verwicklungen sorgte 1944 eine Liaison von Louis’ Enkelin Antoinette, Rainiers Schwester, mit einem Unteroffizier der Wehrmacht. Den Fürsten beunruhigte weniger die Tatsache, dass es sich um einen Deutschen handelte, als die fehlende Standesgemäßheit der Verbindung. Der Regierungsrat stufte diese als throngefährdend im Falle einer deutschen Niederlage ein. Louis erreichte schließlich, dass der Deutsche an die russische Front versetzt wurde, wo er fiel.
Am 3. September 1944 war der Zweite Weltkrieg in Monaco beendet. Danach lehnte sich Fürst Louis politisch wieder an Frankreich an.
1946 heiratete er die Schauspielerin Ghislaine Dommanget, mit der er bis zu seinem Tod zusammenlebte.

## Vorfahren
| Ahnentafel Louis II., Fürst von Monaco (1870–1949) | Ahnentafel Louis II., Fürst von Monaco (1870–1949)                                      | Ahnentafel Louis II., Fürst von Monaco (1870–1949)                                      | Ahnentafel Louis II., Fürst von Monaco (1870–1949)                                                    | Ahnentafel Louis II., Fürst von Monaco (1870–1949)                                            | Ahnentafel Louis II., Fürst von Monaco (1870–1949)                                               | Ahnentafel Louis II., Fürst von Monaco (1870–1949)                                               | Ahnentafel Louis II., Fürst von Monaco (1870–1949)                                               | Ahnentafel Louis II., Fürst von Monaco (1870–1949)                                                           |
| -------------------------------------------------- | --------------------------------------------------------------------------------------- | --------------------------------------------------------------------------------------- | --- | --------------------------------------------------------------------------------------------- | ------------------------------------------------------------------------------------------------ | ------------------------------------------------------------------------------------------------ | ------------------------------------------------------------------------------------------------ | --- |
| Ururgroßeltern                                     | Fürst Honoré IV. (1758–1819) ⚭ 1777 Louise d’Aumont Mazarin (1759–1826)                 | Charles-Thomas Gibert de Lametz ⚭ Henriette Legras de Vaubercy (1766–1842)              | Guillaume Charles Ghislain de Merode (1762–1830) ⚭ Marie Joseph Félix Ghislaine d'Ongnies (1760–1842) | Francois Louis Amarey de Spangen ⚭ Louise Xaverie Albertine de Flaveau                        | Herzog Archibald Douglas-Hamilton (1740–1819) ⚭ 1765 Lady Harriet Stewart (1750–1788)            | William Thomas Beckford (1760–1844) ⚭ 1783 Margaret Gordon                                       | Erbprinz Karl Ludwig von Baden (1755–1801) ⚭ 1774 Amalie von Hessen-Darmstadt (1754–1832)        | Claude de Beauharnais (1756–1819) ⚭ 1786 Claudine Françoise Adrienne Gabrielle de Lézay-Marnézia (1768–1791) |
| Urgroßeltern                                       | Fürst Florestan (1785–1856) ⚭ 1816 Maria Caroline Gibert de Lametz (1793–1879)          | Fürst Florestan (1785–1856) ⚭ 1816 Maria Caroline Gibert de Lametz (1793–1879)          | Graf Werner de Merode (1797–1840) ⚭ 1818 Gräfin Victoire von Spangen d’Uyternesse (1797–1845)         | Graf Werner de Merode (1797–1840) ⚭ 1818 Gräfin Victoire von Spangen d’Uyternesse (1797–1845) | Herzog Alexander Douglas-Hamilton (1767–1852) ⚭ 1810 Susan Beckford (1786–1859)                  | Herzog Alexander Douglas-Hamilton (1767–1852) ⚭ 1810 Susan Beckford (1786–1859)                  | Großherzog Karl von Baden (1786–1818) ⚭ 1806 Stéphanie de Beauharnais (1789–1860)                | Großherzog Karl von Baden (1786–1818) ⚭ 1806 Stéphanie de Beauharnais (1789–1860)                            |
| Großeltern                                         | Fürst Charles III. (1818–1889) ⚭ 1846 Gräfin Antoinette de Mérode-Westerloo (1828–1864) | Fürst Charles III. (1818–1889) ⚭ 1846 Gräfin Antoinette de Mérode-Westerloo (1828–1864) | Fürst Charles III. (1818–1889) ⚭ 1846 Gräfin Antoinette de Mérode-Westerloo (1828–1864)               | Fürst Charles III. (1818–1889) ⚭ 1846 Gräfin Antoinette de Mérode-Westerloo (1828–1864)       | Herzog William Douglas-Hamilton (1811–1863) ⚭ 1843 Prinzessin Marie Amalie von Baden (1817–1888) | Herzog William Douglas-Hamilton (1811–1863) ⚭ 1843 Prinzessin Marie Amalie von Baden (1817–1888) | Herzog William Douglas-Hamilton (1811–1863) ⚭ 1843 Prinzessin Marie Amalie von Baden (1817–1888) | Herzog William Douglas-Hamilton (1811–1863) ⚭ 1843 Prinzessin Marie Amalie von Baden (1817–1888)             |
| Eltern                                             | Fürst Albert I. (1848–1922) ⚭ 1869 Prinzessin Mary Victoria Hamilton (1850–1922)        | Fürst Albert I. (1848–1922) ⚭ 1869 Prinzessin Mary Victoria Hamilton (1850–1922)        | Fürst Albert I. (1848–1922) ⚭ 1869 Prinzessin Mary Victoria Hamilton (1850–1922)                      | Fürst Albert I. (1848–1922) ⚭ 1869 Prinzessin Mary Victoria Hamilton (1850–1922)              | Fürst Albert I. (1848–1922) ⚭ 1869 Prinzessin Mary Victoria Hamilton (1850–1922)                 | Fürst Albert I. (1848–1922) ⚭ 1869 Prinzessin Mary Victoria Hamilton (1850–1922)                 | Fürst Albert I. (1848–1922) ⚭ 1869 Prinzessin Mary Victoria Hamilton (1850–1922)                 | Fürst Albert I. (1848–1922) ⚭ 1869 Prinzessin Mary Victoria Hamilton (1850–1922)                             |
| Fürst Louis II. (1870–1949)                        |                                                                                         |                                                                                         | |                                                                                               |                                                                                                  |                                                                                                  |                                                                                                  | |